# يان غاربارك

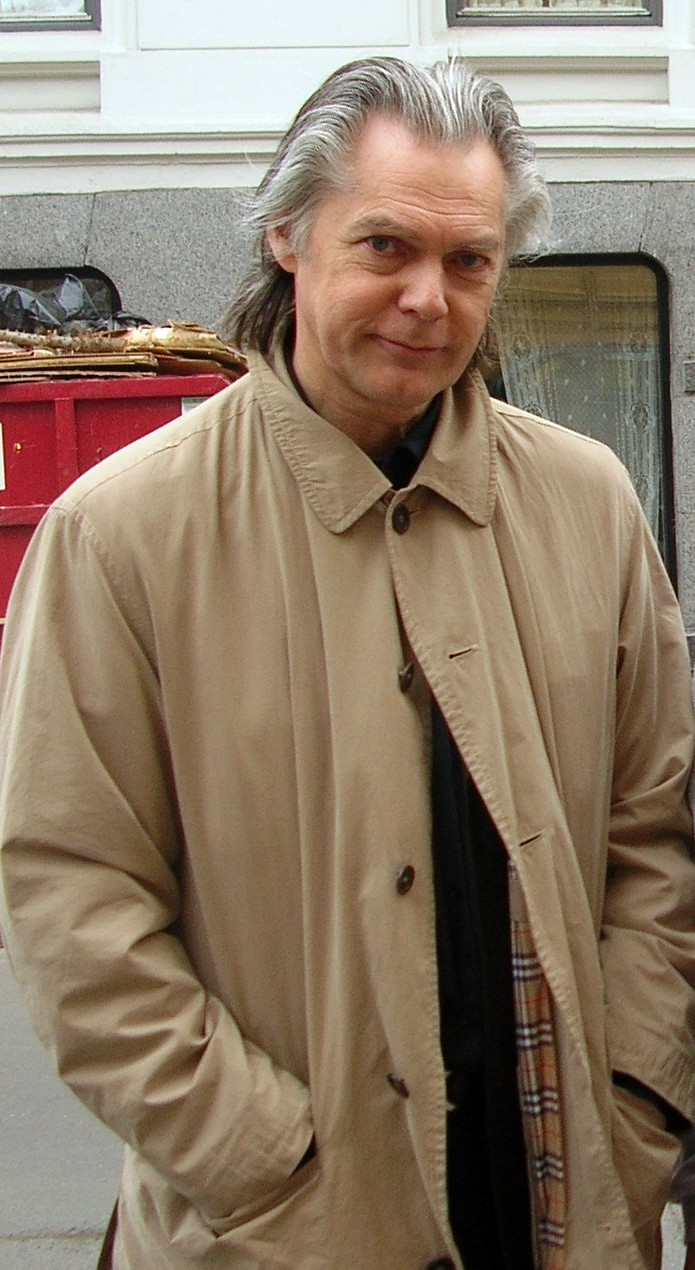
يان غاربارك في أحد شوارع مدينة أوسلو

يَان غَاربَارَك (بالنرويجية: Jan Garbarek) عازف ساكسفون جاز نرويجي، ولد في 4 مارس 1947 بميسن (النرويج).

## روابط خارجية
- يان غاربارك على موقع IMDb (الإنجليزية)
- يان غاربارك على موقع مونزينجر (الألمانية)
- يان غاربارك على موقع ألو سيني (الفرنسية)
- يان غاربارك على موقع ميوزك برينز (الإنجليزية)
- يان غاربارك على موقع أول موفي (الإنجليزية)
- يان غاربارك على موقع قاعدة بيانات الأفلام السويدية (السويدية)
- يان غاربارك على موقع أول ميوزيك (الإنجليزية)
- يان غاربارك على موقع ديسكوغز (الإنجليزية)
- يان غاربارك على موقع قاعدة بيانات الفيلم (الإنجليزية)
- يان غاربارك على موقع كينوبويسك (الروسية)